# HAPPY〜KAORI NAZUKA CHARACTER SONG COLLECTION〜
『HAPPY〜KAORI NAZUKA CHARACTER SONG COLLECTION〜』（ハッピー カオリ・ナヅカ・キャラクターソング・コレクション）は、声優の名塚佳織が2009年4月24日にLantisよりリリースしたキャラクターソングアルバムである（品番はLACA-5906）。
名塚個人では初となるアルバム作品。リリース日は名塚の誕生日である。

## 収録曲
1. 桜
2. けがれなき笑顔で -2009 version-
名義：チェンナム
  - ミュージカル『チェンナムの夢』Finaleよりアレンジ
3. ハートのつばさ（未夢ヴァージョン）
  - 作詞：まつざきゆうこ、作曲・編曲：増田俊郎

名義：光月未夢
  - NHKアニメーション『だぁ!だぁ!だぁ!』オープニングテーマキャラクターバージョン
4. 成敗つかまつりますっ!!
  - 作詞：rino、作曲・編曲：金井江右

名義：嵐山五月
  - テレビ東京系テレビアニメ『ななか6/17』キャラクターソング
5. Birdie,birdie -Kaori Nazuka version-
名義：霊ナナぽん
  - テレビ東京系テレビアニメ『七人のナナ』エンディングテーマのアレンジ
6. 恋速ジェット -Solo version-
名義：藤宮桃香
  - Webアニメ『ケータイ少女』オープニングテーマ
7. ミライエンジェル -Solo version-
名義：藤宮桃香
  - Webアニメ『ケータイ少女』エンディングテーマ
8. 恋の英単語
  - 作詞：畑亜貴、作曲：福本公四郎、編曲：小池雅也

名義：白鳥ありす
  - UHFアニメ『もえたん』キャラクターソング
9. Wind is calling me
  - 作詞：渡邉美佳、作曲・編曲：大久保薫

名義：まどか
  - PS2用ゲームソフト『召喚少女〜ElementalGirl Calling〜』キャラクターソング
10. Will 〜ココロの道標〜
  - 作詞：こだまさおり、作曲・編曲：松下典由

名義：伊勢島綾
  - OVA『絶対衝激 〜PLATONIC HEART〜』エンディングテーマ
11. 雨の夜 虹の朝
  - 作詞：稲葉エミ、作曲：前澤寛之、編曲：岡ナオキ

名義：湯浅比呂美
  - UHFアニメ『true tears』キャラクターイメージソング
12. ma maman（私のお母さん）
名義：コゼット
  - BSフジテレビアニメ「世界名作劇場」『レ・ミゼラブル 少女コゼット』挿入歌
13. 夢で会おうね -Album version-
名義：コゼット
  - BSフジテレビアニメ「世界名作劇場」『レ・ミゼラブル 少女コゼット』挿入歌アレンジ（ギター弾き語り）
14. 笑って